# الحزب الجمهوري الليبرالي (الولايات المتحدة)
الحزب الجمهوري الليبرالي الأمريكي (بالإنجليزية: Liberal Republican Party)‏ حزبًا سياسيًا أمريكيًا تأسس في مايو 1872 هدفه معارضة إعادة انتخاب الرئيس يوليسيس جرانت ومؤيديه الجمهوريين المتطرفين في الانتخابات الرئاسية لعام 1872. انبثق الحزب من ميزوري تحت قيادة عضو مجلس الشيوخ كارل شورتز وسرعان ما استقطب معارضين آخرين لجرانت. كان الحزب يعارض سياسات إعادة الإعمار التي اتبعها جرانت ويسعى إلى إصلاح الخدمة المدنية. خسر الحزب مقابل أغلبية ساحقة واختفى بعد انتخابات عام 1872.
برز الحزب الجمهوري بوصفه الحزب المهيمن في أعقاب الحرب الأهلية، إلا أن العديد من الجمهوريين الأصليين أصبحوا غير راضين عن قيادة الرئيس جرانت. كان القادة الليبراليون البارزون أمثال شورتز، وتشارلز سومنر، ولايمان ترامبول قادةً في مكافحة الرق وفي المراحل الأولى من عملية إعادة الإعمار. اعتبروا أن المهمة قد أنجٍزت وضنوا أن السياسات المتطرفة المستمرة قمعية. وبحلول عام 1872، طالبوا بإنهاء إعادة الإعمار واستعادة الحكم الذاتي في الجنوب. شجب الجمهوريون الليبراليون فضائح إدارة جرانت وسعوا إلى إصلاح الخدمة المدنية.
في المؤتمر الجمهوري الليبرالي لعام 1872، رُشحت قائمة تضمنت على هوراس غريلي، ناشر قديم في صحيفة نيويورك تريبيون؛ وحاكم ميزوري بنجامين غراتز برون. رشح الحزب الديمقراطي القائمة الجمهورية الليبرالية، سعيًا منه لهزيمة جرانت. ومع ذلك، فاز جرانت في الانتخابات، مستغلًا بذلك تنظيم الحزب المتفوق. كان الديمقراطيون يفتقرون إلى الحماس تجاه غريلي، الذي شجبهم على مدار عقود. حصل غريلي على 44% من التصويت الشعبي، إذ فاز بولاية تكساس، ميزوري، كنتاكي، تينيسي، وجورجيا وماريلند. في حين حصد جرانت 286 من أصوات المجمع الانتخابي البالغ عددها 352. توفي غريلي بعد فترةٍ وجيزةٍ من الانتخابات.
اختفى الحزب الجمهوري بعد الانتخابات مباشرةً، على الرغم من أن حفنهً من قادته استمرت بالعمل في الكونغرس. وتبعثر أعضاء الحزب الليبرالي السابقون بين الحزبين الجمهوري والديمقراطي. ومن خلال قطع ولاء العناصر الليبرالية من الحزب الجمهوري، أتاح الجمهوريون الليبراليون الفرصة أمام العديد من هؤلاء القادة للانضمام إلى الحزب الديمقراطي.

## تاريخ الحزب

### التشكيل
دعا الجمهوريون الليبراليون في الأصل إلى العودة إلى الجمهوريانية الكلاسيكية التقليدية، وكانوا قلقين حيال الفساد والقوة المركزية التي كانت تتسلل نحو الحكومة الفيدرالية فضلًا عن رغبتهم في إصلاح الحزب الجمهوري. عندما بدأ الجمهوريون الليبراليون بتشكيل حزبٍ سياسي، بعد عدة سنوات، استحوذ عليه آخرون مناهضون لجرانت ولإعادة الإعمار. انطلق الحزب من ميزوري عام 1870 تحت قيادة كارل شورتز وانتشر من هناك إلى كافة أرجاء البلاد. فقد حضي بدعمٍ كبير من محرري الصحف الجمهورية البارزين أمثال مراد هالستيد من صحيفة سينسيناتي كوميرشال، وهوريس وايت من جريدة شيكاغو تريبيون، وهينري واتيرسون من مجلة لويزفيل كورير، وصامويل من صحيفة سبرينغفيلد ريبوبليكان وبالأخص وايتلو ريد وهوراس غريلي من جريدة نيويورك تريبيون. كان العديد من القادة الجمهوريين الليبراليين ديمقراطيين في الأصل وأعضاءً في حزب فري صويل قبل انضمامهم إلى الحزب الجمهوري بعد انشائه في خمسينيات القرن التاسع عشر.
كان الجمهوريون الليبراليون يرون أن إدارة جرانت والرئيس نفسه كانا مليئان بالفساد. والأهم من ذلك فقد ظنوا أن أهداف إعادة البناء قد تحققت. إذ كانت تلك الأهداف تتضمن تدمير العبودية أولًا والقومية الكونفدرالية ثانيًا. طالبت مبادئ الجمهوريانية مع تحقيق هذه الأهداف بإزالة القوات العسكرية الفيدرالية من الجنوب، حيث كانوا يساندون الأنظمة الجمهورية الفاسدة المزعومة. انضم إلى الحركة العديد من مؤسسي الحزب الجمهوري الأصليين وقادة الحرب الأهلية، بما فيهم هوراس غريلي، وتشارلز سومنر من ماساتشوستس، ولايمان ترامبول من إلينوي، وكاسيوس مارسيلوس كلاي من كنتاكي وتشارلز فرانسيس آدمز من ماساتشوستس. طالب البرنامج الانتخابي الخاص بالحزب «بالإزالة الفورية والمطلقة لكافة الإعاقات الموجودة بسبب التمرد» وبإقامة حكم ذاتي محلي في الولايات الجنوبية.  واعتبر «إصلاحًا شاملًا للخدمة المدنية واحدًا من أكثر الضرورات إلحاحًا في هذا الوقت». وسعى أيضًا العديد من الجمهوريين الليبراليين إلى النظر في تخفيض التعريفة الجمركية، معتقدين أن الصناعات الرائدة فازت فوزًا غير عادلًا بحماية بعض السلع.
كان الجمهوريون الليبراليون يؤمنون بحقوق الأمريكيين الأفارقة السياسية والمدنية فضلًا عن اعتقادهم أن المهمة قد أنجِزت. وبالتالي، قالوا إن وقت «إصدار العفو» قد حان، مما يعني استعادة الحق في التصويت وشغل مناصب في الكونفدراليات السابقة. كان الإيمان بحقوق الولايات والخوف من حكومة فيدرالية قوية من بين الدوافع الرئيسية للعديد من الجمهوريين الليبراليين. انضم العديد من الجمهوريين الليبراليين إلى الحزب الجمهوري في خمسينيات القرن التاسع عشر سعيًا منهم إلى معارضة توسع الرق في أرجاء البلاد، ولكن مع عدم وجود قضية الرق وانتهاء الحرب الأهلية ظهرت قضايا أخرى كقضية السلطة الفيدرالية من جديد. عارض الكثير من الجمهوريين الليبراليين، بما فيهم ترامبول، عزل أندرو جونسون وأبدوا حذرهم من الإخلال بتوازن السلطة الدستوري التقليدي.

### مؤتمر عام 1872
نظم الحزب الجمهوري الليبرالي مؤتمرًا وطنيًا في سينسيناتي بقيادة شورتز، والقاضي ستانلي ماثيو والمحرر وليام غروسفينور. وفي ميزوري، نجح الديمقراطيون والجمهوريون الليبراليون في إلحاق الهزيمة بالحاكم الجمهوري الحالي وكان الجمهوريون الليبراليون يأملون في ترشيح شخص من شأنه أن يحظى أيضًأ بدعم الديمقراطيين. على الرغم من أن شورتز هو من أسس الحزب، فإنه لم يكن مؤهلًا للترشيح للرئاسة لأنه ولد في ألمانيا وأصبح بدلًا من ذلك رئيسًا للمؤتمر. كان لدى أولئك الذين حضروا الحفل دوافع مختلفة، مع أن جميعهم كانوا يعارضون جرانت. قدم العديد من المندوبين دعمهم للحزب بفضل إصلاح الخدمة المدنية وإنهاء إعادة الإعمار. كان آخرون أمثال روبن فنتون يأملون في إعادة السيطرة على التنظيمات الحزبية في البلاد. وفي ميزوري، رسخ الجمهوريون الليبراليون كيانهم كحزب رئيسي، أما الولايات الأخرى كانت تفتقر إلى التنظيم الحزبي وكانت وفودهم أكثر من مجرد لجان عينت نفسها بنفسها.
وفيما يتعلق بالمؤتمر، كان ديفيد ديفيس من محكمة العدل العليا، وعضو مجلس الشيوخ لايمان ترامبول من إلينوي وعضو الكونغرس السابق تشارلز فرانسيس آدمز من ماساتشوستس من بين كبار المرشحين لمنصب الرئيس. فضل شورتز آدمز، إلا أنه لم يكن راغبًا في تقديم الدعم العلني لأي مرشح رغبةً منه في الحفاظ على مظهره الحيادي. دخل ديفيس أسبوع المؤتمر وقد حضي بأقوى دعمٍ تقريبًا، لكنه شهد ترشيه يتضرر بسبب التغطية السلبية من قبل بعض الصحف المنحازة إلى الحركة الجمهورية الليبرالية. حظي الناشر الصحفي هوراس غريليمن نيويورك بدعم العديد من مؤيدي ديفيس السابقين، على الرغم من بعض القلق بشأن قلة دعمه لخفض التعريفة الجمركية.
في أول اقتراع أجرِي في المؤتمر، برز آدمز وغريلي كأقوى متنافسين على الترشيح. إذ صوت غالبية المندوبين لصالح آدمز أو غريلي في الاقتراعات التالية، مع أن ترامبول كان لا يزال يحظى بدعمٍ كبير. أما في الاقتراع السادس والأخير، حصل غريلي ما يكفي من الأصوات لحسم الترشيح. وبعد الترشيح الرئاسي، اختار المؤتمر حاكم ميزوري بنجامين غراتز برون مرشحًا عن الحزب لمنصب نائب الرئيس. أيد برون ترشيح غريلي من أجل زيادة نفوذه داخل حزب الولاية على حساب شورتز، وحضي برون بدعم غالبية المندوبين المؤيدين لغريلي في اقتراع نائب الرئيس.